# Gerard Collins

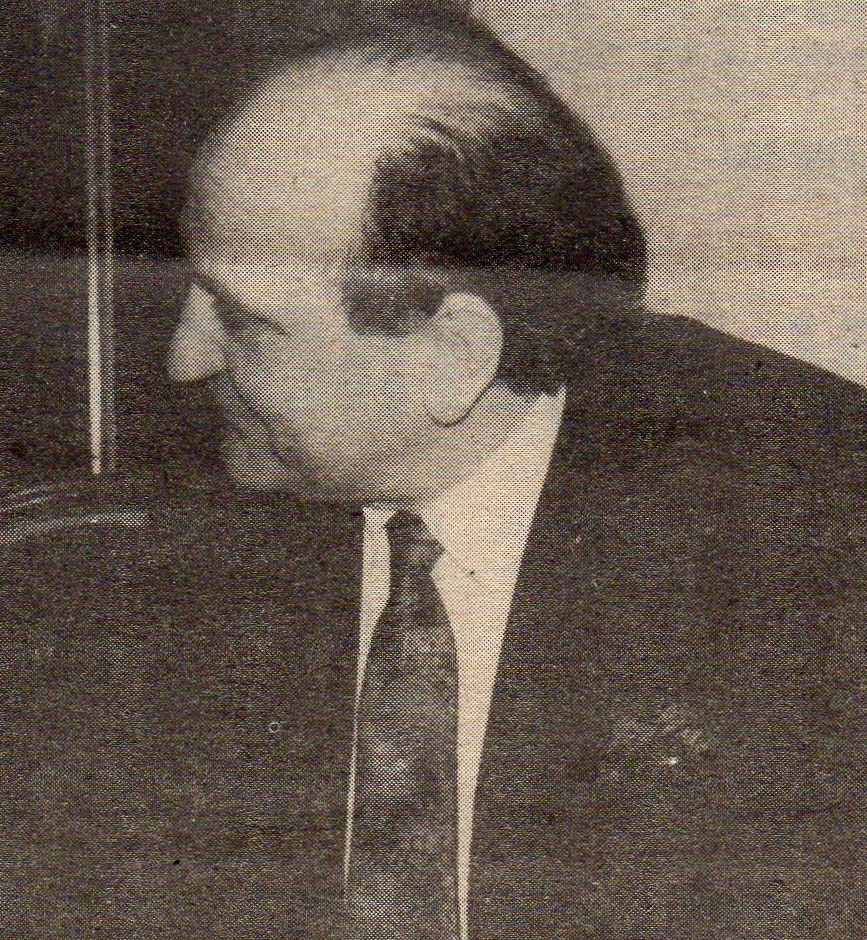
Gerard Collins, 2017

James Gerard „Gerry“ Collins (* 16. Oktober 1938) ist ein irischer Politiker der Fianna Fáil und ehemaliger Minister.

## Biografie
Collins studierte zunächst auf Lehramt und war anschließend als Lehrer tätig.
Seine politische Laufbahn begann er am 9. November 1967, als er als Kandidat der Fianna Fáil bei einer Nachwahl erstmals zum Abgeordneten des Dáil Éireann gewählt wurde, wo er dreißig Jahre bis 1997 die Interessen des Wahlkreises Limerick West vertrat.
Bereits 1969 wurde er von Premierminister (Taoiseach) Jack Lynch zum Parlamentarischen Sekretär in das Ministerium für Industrie und Handel sowie im Ministerium für die irischsprachigen Gebiete (Gaeltacht) berufen. Bereits am 9. Mai 1970 wurde er von Lynch zum Minister für Post und Telegrafie ernannt und behielt dieses Amt bis zur Wahlniederlage der Fianna Fáil am 14. März 1977.
Nachdem Lynch am 5. Juli 1977 wieder Premierminister wurde, berief dieser Collins zum Justizminister. Dieses Amt behielt er auch unter Lynchs Nachfolger Charles Haughey bis zum 30. Juni 1981. In Haugheys zweitem Kabinett war er vom 9. März bis 14. Dezember 1982 dann Außenminister.
Als Haughey am 10. März 1987 zum dritten Mal Premierminister wurde, übernahm Collins in dieser Regierung zunächst wieder das Amt des Justizministers, ehe er vom 12. Juli 1989 bis zum Ende von Haugheys Amtszeit am 11. Februar 1992 wiederum Außenminister war.
Als er 1997 nicht mehr zu den Wahlen zum 28. Dáil Éireann antrat, kandidierte stattdessen sein Bruder Michael J. Collins und gewann das Mandat. Gerard Collins war von 1994 bis 2004 für zwei Legislaturperioden Mitglied des Europäischen Parlaments.